# Milazzo Genius
Milazzo Genius è una squadra di hockey in line della città di Milazzo in provincia di Messina, nata nel 1999. La squadra aveva raggiunto in pochi anni il vertice con la partecipazione per tre anni consecutivi in serie A1 anche se forzatamente su campi esterni.
Causa il diniego da parte dell amministrazione NASTASI dell utilizzo del Paladiana, struttura convertita con fondi privati ad Arena di Hockey con Pista di Ghiaccio (Unica in Italia)
L amministrazione NASTASI poco incline allo sviluppo dello sport non porto mai avanti ne l ultimazione del PALASPORT, il NUOVO STADIO.
Nella stagione 2007-2008 la squadra affronta il campionato cadetto di serie A2.
Oltre al settore maschile la Polisportiva Genius partecipa al campionato nazionale femminile di hockey in Line, dove ha conquistato un secondo posto alla finale nazionale di Monleale AT
Oggi la Polisportiva Genius organizza e promuove lo sport in generale. In un programma di divulgazione del Pattinaggio e dell'Hockey per Natale ha allestito una pista di ghiaccio al Paladiana di Milazzo, l'evento denominato "RINFRESCHIAMOCI LE IDEE", dal 7 dicembre 07 al 3 febbraio 08, con l'intenzione principale di far conoscere l'hockey, sia su ghiaccio che su pista e per avvicinare i giovani allo sport, creando all'interno del paladiana una serie di eventi socio-culturali che li coinvolgano.
La manifestazione, a causa di un disguido fra enti viene sospesa, ma grazie alla buona volontà di alcuni funzionari dell'assessorato alla regione SANTINO CATALANO e del sindaco di Milazzo allora Lorenzo Italiano, si riesce ad ottenere una concessione mirata che ha così permesso l'apertura dell'impianto di pattinaggio su ghiaccio. 
La risposta della cittadinanza e dell'hinterland miazzese non si è fatta attendere, facendo registrare fin dall'inizio un massiccio afflusso di pattinatori, curiosi e bambini.
Dal 2009 la sede della Polisportiva Genius viene ritrasferita nella città di Barcellona pozzo di Gotto ove gestisce un campo da Tiro a Volo e dove partecipa ai campionati di Pallamano, e Tiro con l'Arco